# Salomon Plathner
Salomon Plathner (* um 1546 in Stolberg (Harz); † Sommer 1604 in Langensalza) war ein Hofbeamter der Grafen von Schwarzburg-Sondershausen und als Kanzler in Sondershausen tätig.

## Leben
Er war der Sohn von Günther Heinrich Plathner in der Stadt Stolberg im Harz, studierte Jura und promovierte in Valence zum Dr. jur. Spätestens 1578 siedelte er in die Reichsstadt Mühlhausen über, wo Salomon Plathner als Stadtschreiber und Syndikus tätig wurde, bevor er von 1588 bis zu seiner Dienstentlassung im Dezember 1597 als Rat und Kanzler für die Grafen von Schwarzburg-Sondershausen tätig war.
Für kurze Zeit war Salomon Plathner 1575 als Rat für die Grafen zu Stolberg tätig gewesen. Als Rat und Kanzler im Dienst der Grafen von Schwarzburg schloss er sich dem Calvinismus an. Als Plathner Anfang September 1596 seinen Schwager Egidius Mühlhausen in Stolberg besuchte, wurde Plathner dort wegen des „in der Kirche gelebten Frevel, Gewalt und Turbation des Gotesdienstes, auch schimpfliche Abfertigung“ des Grafenhauses unter Hausarrest gestellt. Grund seiner Festsetzung war folgender: Er hatte sich zum Kirchner in Stolberg begeben und sich von diesem die St. Martinikirche und die Sakristei öffnen lassen. Darin befand sich ein Schrank voll mit Büchern des verstorbenen gräflichen Superintendenten Tielemann Plathner. Dieser hatte in seinem Testament erklärt, dass die Bücher nach seinem Tod nicht verkauft, sondern in der Kirche deponiert und den Kindern seines Bruders oder anderen Freunden zu Studienzwecken zur Verfügung stehen sollten. Salomon war der Neffe von Tielemann Plathner und betrachtete sich als sein rechtmäßiger Erbe. Da er nicht im Besitz der Schlüssel für den Bücherschrank war, ließ er einen Schmied kommen und das Schloss aufbrechen. Er entnahm drei Bücher aus dem Schrank, ließ ihn wieder verschließen und verließ, ohne Aufsehen zu erregen, die Kirche. Graf Johann zu Stolberg blieb dies jedoch nicht verborgen. Er schickte einen Richter zu Plathner und forderte die Rückgabe der Bücher. Als sich dieser weigerte und mit einem Prozess vor einem schwarzburgischen Gericht drohte, wurde Plathner am 10. September 1596 am Verlassen der Stadt Stolberg gehindert. Er beschwerte sich darüber u. a. beim kursächsischen Oberhofgericht zu Leipzig, das daraufhin bei Graf Johann zu Stolberg scharf gegen die Inhaftierung von Plathner protestierte und seine Freilassung forderte. Da sich sogar der Kaiser für jenen einsetzte, kam Graf Johann in arge Bedrängnis. Er entschied sich für die Defensive und die Freilassung von Plathner gegen die Zahlung einer Kaution. Doch unerwartet lehnte dieser ab, gegen Zahlung einer Geldsumme aus der Haft entlassen zu werden, und blieb somit weiter im gräflichen Gewahrsam. Er wurde von dort am 20. Dezember 1596 durch den kursächsischen Amtsschösser und -schreiber aus Sangerhausen, den Richter von Riestedt und mehrere hundert Reiter und Fußknechte befreit, die in die Stadt Stolberg einrückten.